# Alba Castillo
Alba Castillo (Rosario, Santa Fe, Argentina; 25 de julio de 1929 - La Plata, Buenos Aires, Argentina; 13 de febrero de 2013) fue una actriz teatral y radial, y una ferviente militante argentina.

## Carrera artística
Afiliada a la Asociación Argentina de Actores desde 1951, Castillo se lució como una actriz de reparto durante la época de esplendor de la radio y el teatro argentino. Trabajó en  legendarias compañías teatrales como la de Carlos Carella, Juan Carlos Gené, Paulino Andrada y José  Podestá.
Hizo decenas de radioteatros en Santa Fe y Buenos Aires, junto a actores como Jorge Edelman, Mario Castel, Elba Ortiz, Adolfo Marzorati, entre muchos otros.
En 1968 integró el ANTA ("Agrupación Nuevo Teatro Andino") junto con actores como Carlos Bresler, Eduardo Ubaldini, Elda Croceri, Carlos Nicolaus, José María Domínguez, Patricia Caso, Mario Castillo, entre otros.
Algunas obras teatrales en las que participó fueron:
- Usted puede ser un asesino (1968), comedia de Alfonso Paso
- La fiaca (1968)
- La valija (1968)
- El pan de la locura (1969)
- La farsa del cornudo apaleado (1970)
- A que jugamos (1971)
- Yo por ejemplo
- Litósfera
- Los excesos del viento
- Rodocrosita (All about me)
- Estirpe Salvaje
- Eva de América  (1980), junto a José Arriola, Claudio Bruse, Alfredo Devita, Olga Ferreiro y Oscar Rovito, entre otros.[3]

También trabajó como asistente de dirección de la obra El diario del peludo, interpretada por Victorio D´Alessandro y Fito Yanelli.

## Carrera militante
Además de tener una importante actividad artística, estuvo ligada también  a la política  al ser una de las "Tías Peronistas", grupo conformado por mujeres que participaban de los comités de ayuda a los presos. Participó en varias luchas obreras, entre ellas la del Frigorífico "Swift",  la del "Taco Ralo" y  la del "Conintes"
En 1982 integró el SASID (Servicio de Acción Solidaria Integral del Detenido), junto a Edgar Sa y el entonces detenido Mariano Castex. En 1983 enfrentó al tribunal que realizaba el jury de enjuiciamiento a la jueza Laura Damianovich de Cerredo, al grito de “Miente, ese testigo miente”, cuando escuchó al abogado Pedro Bianchi defendiendo a la magistrada que envió a torturar a su hijo en 1977. También luchó contra la policía en la esquina porteña de Corrientes y Jean Jaurés, para evitar que las ropas de Eva Perón fueran vendidas a especuladores internacionales.

## Fallecimiento
La actriz Alba Castillo falleció tras una larga dolencia el 13 de febrero de 2013. Sus restos fueron cremados y esparcidos por Rosario, su ciudad natal. Tenía 83 años.